# Strzelec Drohobycz
Strzelec Drohobycz (oficjalna nazwa: Klub Sportowy „Strzelec" Drohobycz) – polski klub piłkarski z siedzibą w kresowej miejscowości - Drohobyczu, działający w latach 1922–1931.

## Historia
Chronologia nazw:
- 1922: Sokoli K.S. Czarni Drohobycz
- 1924: S.K.S. Sokół Drohobycz
- 1930: K.S. Strzelec Drohobycz
- 1931: klub rozwiązano

Polskie Towarzystwo Gimnastyczne „Sokół” we Lwowie powstało w 1867 roku, a jej filia w Drohobyczu na czele z prezesem L. Wiśniewskim 24 kwietnia 1890 roku, jednak najprawdopodobniej nie uprawiano piłki nożnej. Po odrodzeniu II Rzeczypospolitej w 1918 roku przywódcy organizacji „Sokół” skupili się na piłce nożnej. Jak wynika z danych książki "Rocznik Polskiego Związku Piłki Nożnej", wydanej z okazji 5-lecia organizacji, pod patronatem Lwowskiego Okręgowego Związku Piłki Nożnej (LOZPN) z dnia 20 lutego 1925 roku działały trzy drohobyckie kluby, m.in. im Sokoli K.S. Czarni, który został założony w 1922 roku.
Nazwa klubu sugeruje ścisłe powiązania "Sokoła" z nieoficjalną filią lwowskiego klubu Czarnych w Drohobyczu, której zawodnicy wywodzili się ze środowiska Sokolego. Autorzy dodatku do pisma „Halicki futbol” odnotowują, że klub pod tą nazwą powstał w 1925 roku jako następca prawny "Czarnych". Już w 1926 roku staraniem stowarzyszenia wybudowano stadion Sokoła.
W 1923 roku klub był już uczestnikiem mistrzostw Lwowskiego OZPN w klasie C. Pod koniec 1924 roku klub zmienił nazwę na S.K.S. Sokół. W 1926 roku został mistrzem Klasy C. Jednocześnie gazeta "Echo Karpackie" podała, że mistrz klasy C ma niewielkie poparcie społeczne. Zwycięstwo w turnieju umożliwiło debiut w klasie B w kolejnym sezonie. W latach 1927-1929 drużyna została zwycięzcą klasy B w podkarpackiej grupie Drohobycza. Jednak w meczach finałowych o awans do klasy A drohobyckiej drużynie nie udało się awansować, przegrywając w 1928 roku z rzeszowską Resovią, a w 1929 roku z Ruchem Przemyśl i Barkohbą Rzeszów.
W 1930 klub zmienił swoją nazwę z Czarni na Strzelec (przy okazji zrywając więzy z Sokołem). W 1931 klub przeszedł pod opiekę administracji państwowej, która założyła nowy klub o nazwie Junak.

## Słynni zawodnicy
- Kłyment Kicyła
- Konstanty Kicyła
- Stefan Tatarski
- Julian Tatarski
- Zenon Chruszcz